# Monumento a Lenin (Ulan-Udė)
Il monumento a Lenin (in russo Памятник Ленину?, Pamjatnik Leniny), popolarmente noto come Testa di Lenin (Голова Ленину, Golova Leniny) è un colossale monumento dedicato a Lenin, situato nella piazza principale di Ulan-Udė, capitale della Repubblica autonoma dei Buriati, nella Russia siberiana.
Eretto nel 1971, è il più grande monumento del genere nel mondo e uno dei simboli della città e della regione. La testa in bronzo misura 7,7 x 4,5 metri e pesa 42 tonnellate.

## Storia
Nel 1970 nacque il desiderio di erigere un monumento a Vladimir Lenin a Ulan-Ude, per commemorare il centenario della nascita del leader della Rivoluzione d'ottobre. In precedenza c'erano tre monumenti minori di questo tipo sulle vie principali della città, ma si decise di rimuoverli e sostituirli con uno più grande, in quanto ritenuti insoddisfacenti. Le autorità di Ulan-Ude volevano evitare di erigere un monumento banale, come nella maggior parte delle città sovietiche; quindi si decise di ideare una forma originale e creativa di commemorazione di Vladimir Ilic. Il monumento fu progettato da Aleksej Nikolaevič Duškin (Алексей Николаевич Душкин) e Pavel G. Zil'berman (Павел Г. Зильберман) , quest'ultimo a capo del dipartimento di urbanistica e architettura negli anni 1966–2001 . La scultura stessa, che rappresenta il capo del fondatore dello stato sovietico, è stata realizzata da Georgij Vasil'evič Neroda (Георгий Васильевич Нерода) e Yurij Vasil'evič Neroda (Юрий Васильевич Нерода).
La scultura è stata presentata in diverse mostre, tra cui a Montreal e Parigi, mentre in una mostra speciale a Mosca dedicata al ritratto di Lenin nelle belle arti e nell'architettura, gli autori di questo progetto hanno ricevuto un premio statale. La costruzione iniziò nel 1970 e l'intero progetto fu realizzato nello stabilimento di Mytišči. A causa delle sue dimensioni, la scultura fu divisa in due parti e trasportata su rotaia a Ulan-Ude, dove fu assemblata  . Nella produzione venne utilizzata una tecnica speciale per proteggere il bronzo dalle intemperie, che nell'allora Unione Sovietica solo uno specialista era in grado di fornire questo tipo di servizio, pertanto le autorità cittadine lo portarono nella capitale della Buriazia. Il monumento a Vladimir Lenin a Ulan-Ude è stato inaugurato ufficialmente il 5 novembre 1971.

Vista di profilo del monumento.

Dopo il crollo dell'Unione Sovietica, alcuni chiesero la rimozione del monumento dato che Lenin costituiva un simbolo del bolscevismo e del comunismo, che ha portato più sofferenza che bene in Buriazia, e quindi il suo monumento non avrebbe dovuto trovarsi nella piazza principale della città. Le autorità hanno respinto tali argomentazioni, sostenendo che il monumento fosse un'eredità ancestrale e come tale doveva essere preservato. Di fronte al monumento si tengono manifestazioni e celebrazioni, come quelle organizzate dal Partito Comunista della Federazione Russa. Nell'agosto 2011, durante la sua visita in Russia, il leader nordcoreano Kim Jong Il ha fatto un viaggio speciale in questa parte della città per inchinarsi al monumento a Lenin e rendere così omaggio al leader del proletariato sovietico e mondiale.

## Descrizione

Vista laterale

Il monumento si trova di fronte alla Casa dei Soviet. Secondo gli ideatori, scopo della scultura era quello di presentare il volto riflessivo di Lenin come filosofo. L'altezza del piedistallo è di 6,3 metri, l'altezza della sola testa di Lenin è di 7,7 metri. La larghezza dall'orecchio sinistro all'orecchio destro è di 4,5 metri. Il monumento era realizzato in bronzo, e il suo peso totale è di 42 tonnellate. Nel 2002 la testa di Lenin ha subito lavori di ristrutturazione..
Il monumento di Ulan-Ude è il più grande monumento al mondo che rappresenta la testa di Vladimir Lenin. I cittadini della Buriazia lo considerano il secondo simbolo più importante della regione dopo il Lago Bajkal. È conosciuto semplicemente come la "testa" tra gli abitanti di Ulan-Ude, ed è anche un punto di riferimento sulla mappa della città. Secondo l'opinione popolare, i tratti asiatici di Lenin aiuteranno, se la situazione politica nella regione cambiasse in futuro, a trasformarlo in un monumento a Gengis Khan.